# Ham (Somme)
Ham is een gemeente in het Franse departement Somme (regio Hauts-de-France) en telt 5398 inwoners (1999). De plaats maakt deel uit van het arrondissement Péronne.

## Geschiedenis
Het kasteel van Ham kwam tijdens het regime van Hendrik IV onder de Franse kroon en werd een staatsgevangenis. Vooral na de revolutie hebben diverse beroemde personen er gevangen gezeten.
Onder hen waren Mirabeau (vanwege het publiceren van zijn 'Mémoire au roi sur l'agiotage'), kaapvaarder Jacques Cassard, maarschalk Moncey, en kapitein Le Roy de Chaumareix van het schip La Méduse. De meest beroemde gevangene was Napoleon III van 1840 tot 1846.
In de Eerste Wereldoorlog werd het kasteel van Ham in de nacht van 18 op 19 maart 1917 opgeblazen door de Duitsers als onderdeel van de tactiek van de verschroeide aarde passend bij de terugtrekking van een deel van hun leger gedurende operatie Alberich.

## Geografie
De oppervlakte van Ham bedraagt 9,5 km², de bevolkingsdichtheid is 568,2 inwoners per km².
De onderstaande kaart toont de ligging van Ham (Somme) met de belangrijkste infrastructuur en aangrenzende gemeenten.

## Demografie
Onderstaande figuur toont het verloop van het inwonertal (bron: INSEE-tellingen).

## Geboren in Ham
- Antoinette van Bourbon (1494-1583), hertogin van Guise

## Overleden
- Jacob van Savoye (1450-1485), graaf van Romont, heer van Vaud
- Jacques Cassard (1679-1740), Frans kaapvaarder